# Jean Teulé
Pour les articles homonymes, voir Teulé.
Jean Teulé, né le 26 février 1953 à Saint-Lô (Manche) et mort le 18 octobre 2022 à Paris, est un romancier et auteur de bande dessinée français, qui a également travaillé dans le milieu du cinéma et de la télévision.

## Biographie

### Famille
Jean Teulé naît à Saint-Lô, où son père, charpentier communiste originaire d'Agen, a été envoyé par son entreprise après la Seconde Guerre mondiale pour participer à la reconstruction de la préfecture. Ce dernier rencontre celle qui va devenir sa femme, une Bretonne, serveuse dans le café qu'il fréquente chaque jour. Le couple vit deux ans dans une baraque puis, privé d'emploi en raison de ses opinions politiques communistes, regagne Paris. La famille Teulé, avec Jean et sa sœur, s'installe à Arcueil. Son père devient menuisier et sa mère concierge à la mairie puis femme de ménage dans les écoles,. 
Il indique en 1996 continuer de se rendre régulièrement à la Fête de l'Humanité « non par attachement au communisme, mais pour mes parents, pour y retrouver mon enfance. »
Jean Teulé est le compagnon de l'actrice Miou-Miou de 1998 jusqu'à sa mort.

### Formation
En CM1, à l'école communale Jules-Ferry d'Arcueil, Jean Teulé est le camarade de classe de Jean-Paul Gaultier, qui dessine déjà des costumes. Tous deux restent en contact avec leur ancienne institutrice, qui enseigne aussi la lecture à Bernard Fixot.
Alors qu'en raison de ses mauvais résultats scolaires, Jean Teulé est destiné à sa sortie de troisième à une orientation en mécanique auto, son professeur de dessin l'incite et l'aide à se présenter au concours d'une école de dessin. Il est reçu à l'école de l'art de la rue Madame dans le 6e arrondissement de Paris (aujourd'hui lycée Maximilien-Vox). André Barbe, auteur de bande dessinée en vogue à l'époque, remarque ses illustrations chez la papetière d'Arcueil, à côté de la gare de Laplace, et le fait entrer à L'Écho des savanes,.

### Carrière
Entré à L'Écho des savanes au numéro 44 de septembre 1978, Jean Teulé en devient rapidement un pilier, y apparaissant sans discontinuer jusqu'au numéro 81, et figurant au sommaire du numéro 84, le dernier de la formule historique. Il s'inscrit dans la mouvance des auteurs qui travaillent à partir de photographies retravaillées, tels Jean-Claude Claeys ou les membres du Groupe Bazooka. Ses premiers récits sont publiés en collaboration avec Jean Rouzaud, puis il les réalise seul, faisant cependant figurer dans les crédits la coloriste Zazou. Fin 1981, le journal connaît des difficultés financières croissantes et il disparaît en janvier 1982. Lorsqu'il est repris puis relancé par les éditions Albin Michel à la fin de la même année, Teulé ne travaille pas pour la nouvelle formule[réf. souhaitée].
Teulé avait alors débuté l'adaptation du roman de Jean Vautrin, Bloody Mary, dont les premières pages étaient parues dans le dernier numéro de l’Écho. Publié par Glénat en août 1983, l'album rencontre le succès critique[réf. souhaitée] et obtient lors du festival d'Angoulême 1984 un prix remis par la presse spécialisée, lequel prend le nom de prix Bloody Mary. À la fin de l'année 1983, Teulé entre à Circus, l'un des mensuels de la maison d'édition, et en reste un collaborateur régulier jusqu'en 1986. De 1984 à 1986, il publie également trois nouveaux albums aux éditions Glénat. Arrivé très rapidement à maturité, Teulé sent poindre le risque du système, et décide de changer d'approche.
En janvier 1986, il publie dans Zéro le premier de ses reportages en bande dessinée, où il présente des personnages loufoques, des originaux, à la manière de l'émission Strip-tease, apparue l'année précédente sur la chaîne de télévision belge RTBF1. Quelques mois plus tard, ces histoires sont publiées dans (À suivre), le mensuel de bande dessinée des éditions Casterman. Cette collaboration cesse en 1989 et débouche sur deux albums, Gens de France en 1988 et Gens d'ailleurs en 1990. Le premier obtient l'Alph-Art du meilleur album français. En 2005, les éditions ego comme X publient une intégrale augmentée de ces récits.
Jean Teulé reçoit en 1989 au festival d'Angoulême une mention spéciale du jury pour « contribution exceptionnelle au renouvellement du genre de la bande dessinée »[source insuffisante]. Le prenant pour un prix posthume, il abandonne sur le coup la carrière de dessinateur et se lance dans la télévision dans L'Assiette anglaise de Bernard Rapp, qui l'a remarqué dans (À suivre)  puis Nulle part ailleurs sur Canal+.
Après ses expériences télévisuelles, il se consacre entièrement à l’écriture. Élisabeth Gille lui propose son premier contrat pour la maison Julliard, où il publie Rainbow pour Rimbaud (1991), L'Œil de Pâques (1992), Balade pour un père oublié (1995), Darling (1998) et Bord cadre (1999), Longues Peines sur une idée de Jean-Marie Gourio, Les Lois de la gravité, Ô Verlaine ! (2004), Je, François Villon (2006), Le Magasin des suicides (2007), Le Montespan (2008), Mangez-le si vous voulez (2009), Charly 9 (2011), Fleur de tonnerre (2013), Entrez dans la danse (2018), Crénom, Baudelaire ! (2020). Tous ses livres sont publiés en édition de poche dans la collection Pocket.

### Mort
Jean Teulé meurt à l'âge de 69 ans le 18 octobre 2022 à son domicile parisien, d'un arrêt cardiaque à la suite d'une intoxication alimentaire lors d'un repas dans un restaurant parisien du quartier du Marais, spécialisé dans la nourriture crue. Après une enquête ouverte pour déterminer les circonstances de sa mort, ses obsèques ont lieu dans la plus stricte intimité le 10 novembre, en présence de sa dernière compagne Miou-Miou.
Un an jour pour jour après son décès est publiée son œuvre posthume, L’Histoire du roi qui ne voulait pas mourir, dont il avait rédigé la moitié, le reste étant complété par ses amis Philippe Jaenada, Enki Bilal, Dominique Gelli, Florence Cestac, François Delebecque, Philippe Druillet et Benjamin Planchon.

## Style

### Bande dessinée
Pour Dominique Warfa, Jean Teulé défend un « art de la distance », une bande dessinée difficile, au graphisme travaillé sans être esthétisant et au propos complexe. En effet, Jean Teulé construit ses bandes dessinées à partir de photographies retravaillées par divers moyens (hachures, lavage, gommage, tramage, froissage, etc.) sur lesquelles il dessine et peint. Chez lui, la photographie ne sert donc pas à assurer un plus grand réalisme au dessin, comme chez de nombreux auteurs réalistes classiques ; elle est à la base de sa pratique artistique. Cette pratique, commune à la fin des années 1970, peut conduire à des œuvres rigides, figées, comme chez Jean-Claude Claeys. Chez Teulé, l'image est en permanence mise en mouvement, dynamisée par les multiples altérations et modifications que son auteur lui fait subir.
Alors que les limites techniques de L'Écho des savanes l'avaient conduit à ne travailler initialement qu'en noir et blanc, Jean Teulé a ensuite pu commencer à intégrer progressivement la couleur dans son œuvre. Avec Bloody Mary, il peut l'utiliser sur un album entier. Là encore, la couleur ne sert pas à améliorer la lisibilité, à accroître l'effet de réel, mais sert le propos en augmentant la distance, le malaise.
Au réalisme tourmenté des images répond une interrogation du réel permanente et tourmentée. Celle-ci est d'abord interrogation sur la représentation-même, sur la fiction et l'image. L'œuvre de Teulé ne se limite pour autant pas à l'interrogation méta-textuelle : il se fait le portraitiste amer de la banlieue oppressante des années 1980. Il n'hésite pas à se renouveler, adaptant Jean Vautrin pour sa première œuvre ambitieuse, ou tirant vers l'onirisme avec Filles de nuit.
Cette œuvre exigeante, au-delà des adhésions, génère aussi des incompréhensions. Ainsi, Wolinski, rédacteur en chef de Charlie Mensuel, juge les bandes dessinées de Teulé « trop compliquées».

### Littérature
Avec Fleur de tonnerre et auparavant Mangez-le si vous voulez, Jean Teulé s'inscrit dans l'école française du true crime, un genre littéraire essentiellement anglo-saxon.

## Ouvrages

### Bandes dessinées

#### Revues
- Huit récits courts (dessin) avec Jean Rouzaud (scénario) dans L'Écho des savanes, Éditions du Fromage, 1978-1979.
- Vingt-et-un récits courts dans L'Écho des savanes, Éditions du fromage, 1979-1981.
- Virus, dans L'Écho des savanes, Éditions du fromage, 1979-1980.
- Banlieue sud, dans L'Écho des savanes, Éditions du fromage, 1980-1981.
- Bloody Mary (dessin), avec Jean Vautrin (scénario), dans L'Écho des savanes, Éditions du fromage, 1982. Seules les six premières pages ont été publiées.
- Neuf récits courts (dont trois d'après Jean Vautrin) dans Circus, Glénat, 1983-1986.
- Filles de nuit, dans Circus, Glénat, 1984.
- Site-java (dessin), avec Gourio (scénario), dans Circus, Glénat, 1985-1986.
- Dix-sept récits courts dans (A SUIVRE), Casterman, 1986-1989.

#### Albums
- Virus, Éditions du Fromage, 1980.
- Banlieue sud, Éditions du Fromage, 1981.
- Morsures, éditions Albin Michel, coll. « L'Écho des savanes », 1982  (ISBN 978-2-226-01454-2).
- Bloody Mary (dessin), avec Jean Vautrin (scénario), Glénat, 1983. Prix Bloody Mary 1984.
- Copy-rêves, Glénat, 1984.
- Filles de nuit, Glénat, 1985.
- Sita-Java (dessin), avec Gourio (scénario), Glénat, 1986.
- Gens de France, Casterman, 1988.
- Zazou !, Comixland, 1988.
- Gens d'ailleurs, Casterman, 1990.
- Gens de France et d'ailleurs, Ego comme X, 2005. Édition intégrale des albums Casterman de 1988 et 1993.
- Je voudrais me suicider mais j'ai pas le temps (scénario), avec Florence Cestac (dessin), Dargaud, 2009. Biographie de Charlie Schlingo.  (ISBN 978-2-205-06174-1)
- Le Montespan (scénario), avec Philippe Bertrand (dessin), Delcourt, 2010. Adaptation de son roman du même nom.
- Je, François Villon (scénario), avec Luigi Critone (dessin), Delcourt, adaptation de son roman du même nom :

1. Mais où sont les neiges d'antan ?, 2011
2. Bienvenu parmi les ignobles, 2014
3. Je crie à toutes gens merci, 2016

- Le Magasin des suicides (scénario avec Olivier Ka), avec Domitille Collardey (dessin), Delcourt, 2012. Adaptation de son roman du même nom.
- Charly 9 (scénario), avec Richard Guérineau (dessin), Delcourt 2013, adaptation de son roman du même nom
- Gens de France et d'ailleurs, Fakir Editions, 2021. Édition intégrale des albums Casterman de 1988 et 1993 et augmentée.

### Littérature
- Les Excentriques de l'"Assiette anglaise", Du May, 1989 (ISBN 978-2906450370)
- Rainbow pour Rimbaud, Julliard, coll. « L'atelier Julliard », 1er avril 1991, 204 p. (ISBN 978-2260008408). Adapté au cinéma par l'auteur sous le même titre, en 1996.
- L'Œil de Pâques, Julliard, juillet 1992 - rééd. chez Pocket le 03/11/2011  (ISBN 9782266220095).
- Balade pour un père oublié, Julliard, 24 août 1995, 158 p. (ISBN 978-2260010098)
- Darling, Julliard, 27 août 1998, 242 p. (ISBN 978-2702824030). Adapté au cinéma en 2007 par Christine Carrière sous le même nom et au théâtre par Claudine Van Beneden et la compagnie Nosferatu en 2012.
- Bord cadre, Julliard, 23 septembre 1999, 180 p. (ISBN 978-2260015291)
- Longues Peines, Julliard, 4 janvier 2001, 198 p. (ISBN 978-2260015543), sur une idée de Jean-Marie Gourio, d'après une histoire vraie.
- Les Lois de la gravité, Julliard, 6 janvier 2003, 144 p. (ISBN 978-2260015994). Adapté au théâtre par Marc Brunet en 2010 sur une mise en scène d'Élizabeth Sender et joué en 2010 et 2011 au Festival d'Avignon ainsi qu'à la Manufacture des Abbesses à Paris. - rééd. 2013
- Ô Verlaine !, Julliard, 29 janvier 2004, 21 p. (ISBN 978-2260016328)
- Je, François Villon, Julliard, 2 mars 2006, 420 p. (ISBN 978-2260016830)
- Le Magasin des suicides, Julliard, 4 janvier 2007, 162 p. (ISBN 978-2260017080). Adapté en film d'animation en 2012 par Patrice Leconte sous le même nom.
- Le Montespan, Julliard, 6 mars 2008, 352 p. (ISBN 978-2260017233). Grand Prix Palatine du roman historique, prix Maison de la Presse 2008, prix de l'Académie Rabelais.
- Mangez-le si vous voulez, Julliard, 7 mai 2009, 144 p. (ISBN 978-2260017721)
- Charly 9, Julliard, 10 mars 2011, 240 p. (ISBN 978-2260018247)
- Fleur de tonnerre, Julliard, 7 mars 2013, 288 p. (ISBN 978-2260020424)
- Héloïse ouille !, Julliard, 5 mars 2015, 352 p. (ISBN 978-2260022107) - Prix Trop Virilo 2015[20]
- Comme une respiration..., Julliard, 1er octobre 2016, 160 p. (ISBN 978-2260029212)
- Entrez dans la danse, Paris, Julliard, 1er février 2018, 153 p. (ISBN 978-2-260-03011-9)
- Gare à Lou !, Julliard, 6 février 2019, 176 p. (ISBN 978-2266299985)
- Crénom, Baudelaire !, Mialet-Barrault éditeurs, 7 octobre 2020, 432 p.  (ISBN 978-2-08-020884-2), [présentation éditeur]
- Azincourt par temps de pluie, Mialet-Barrault éditeurs, 2 février 2022, 205 p.  (ISBN 978-2-08-024345-4), [présentation éditeur]
- L’Histoire du roi qui ne voulait pas mourir, Mialet-Barrault éditeurs, 18 octobre 2023, 224 p.  (ISBN 978-2-08-029560-6), [présentation éditeur]

## Cinéma

### Réalisateur
- 1996 : Rainbow pour Rimbaud, scénario et réalisation d'après son roman homonyme.

### Acteur
- 1987 : Cinématon #958 de Gérard Courant, (lui-même).
- 1989 : Lire #36 de Gérard Courant.
- 1990 : Lire #40 de Gérard Courant.
- 1990 : Couple #64 de Gérard Courant.
- 1997 : Romaine, (apparition de J. Teulé).
- 2005 : Caché, (apparition de J. Teulé).
- 2007 : Darling, (apparition de J. Teulé).

## Adaptations de ses œuvres

### Au cinéma
- 1996 : Rainbow pour Rimbaud, scénario et réalisation de Jean Teulé, d'après son roman éponyme.
- 2007 : Darling, film de Christine Carrière, d'après le roman éponyme.
- 2012 : Le Magasin des suicides, film d'animation de Patrice Leconte, d'après le roman éponyme.
- 2013 : Arrêtez-moi, thriller franco-luxembourgeois écrit et réalisé par Jean-Paul Lilienfeld, d'après le roman Les Lois de la gravité (2003)
- 2017 : Fleur de tonnerre, film franco-belge de Stéphanie Pillonca-Kervern, d'après le roman éponyme publié en 2013.

### Au théâtre
- 2010 - 2011 : Les Lois de  la gravité, pièce d'après son roman éponyme, adapté au théâtre par Marc Brunet, sur une mise en scène d'Élizabeth Sender et joué en 2010 et 2011 au Festival d'Avignon ainsi qu'à la Manufacture des Abbesses à Paris.
- 2012 - 2014 : Darling, pièce d'après son roman éponyme, adapté par Claudine Van Beneden, Chantal Péninon et Laurent Le Bras, Compagnie Nosferatu[21], création le 30 novembre 2012 à Yssingeaux (Haute-Loire), et en tournée depuis, jusqu'en juillet 2014 au Festival d'Avignon (Vaucluse).
- 2013 - 2014 : Mangez le si vous voulez, pièce d'après son roman éponyme, adapté au théâtre par Jean-Christophe Dollé et Clotilde Morgiève, création au festival off d'Avignon 2013 ; reprise au théâtre Tristan Bernard à Paris, du 10 janvier au 30 avril 2014.
- 2016 - 2017 : Le Magasin des Suicides, pièce d'après son roman, adapté et mise en scène au théâtre par Franck Regnier pour la Compagnie Nandi. En tournée depuis 2016 (Festival OFF d'Avignon en 2017 et 2018)
- 2022 : Le Montespan,  adaptée par Salomé Villiers et mise en scène par Étienne Launay au Théâtre de la Huchette. Molière de la révélation féminine, Salomé Villiers. Reprise au Théâtre du Gymnase Marie Bell à Paris à partir du 7 octobre 2022